# Sebastià Gràcia i Petit
Sebastià Gràcia i Petit (Lleida maig 1927 - 14 de maig de 2011) fou un sardanista i promotor de la cultura catalana.

## Biografia
Treballà de llibreter i fou membre de l'Orfeó Lleidatà. El 1940 fundà a Lleida la Colla Sardanista Santiago Rusiñol, i després passà a formar part del Club Esportiu Huracans, divulgador de la sardana per terres de Lleida. Promogué la difusió del fet sardanista mitjançant els seus articles a la premsa i el programa La Sardana que s'ha emès durant dècades a Ràdio Lleida (del 1960 al 2007, pel cap baix). Va rebre els Premis Dia de la Sardana de l'Obra del Ballet Popular els anys 1962, 1974, 1976, 1980, 1995 i 2000.
El 1987 va rebre la Creu de Sant Jordi. El 2007 es va afegir a la iniciativa duta a terme per Emili Casademont i Comas des del Diari de Girona i la revista Som, sigui declarat l'any de La Santa Espina; en aquest mateix any 2007 va ser distingit amb la medalla de la ciutat de Lleida.